# Oregon (Missouri)
Oregon is een plaats (city) in de Amerikaanse staat Missouri, en valt bestuurlijk gezien onder Holt County.

## Demografie
Bij de volkstelling in 2000 werd het aantal inwoners vastgesteld op 935.
In 2006 is het aantal inwoners door het United States Census Bureau geschat op 888, een daling van 47 (-5,0%).

## Geografie
Volgens het United States Census Bureau beslaat de plaats een oppervlakte van
2,6 km², geheel bestaande uit land. Oregon ligt op ongeveer 267 m boven zeeniveau.

## Plaatsen in de nabije omgeving
De onderstaande figuur toont nabijgelegen plaatsen in een straal van 20 km rond Oregon.